# Друга битка за Таргу Фрумош
Битка за Таргу Фрумош (рум: Târgu Frumos; 2. мај – 7. мај 1944), је вођена близу Јашија, Румунија између немачког Вермахта, и немачких савезника, Румуна на једној страни, и совјетске Црвене армије са друге стране. Битка је почела кад су Совјети покушали да ослободе Јаши, у завршном стадијуму своје пролећне офанзиве, као део напора да се ослободи источна Румунија.
Према наводима Хаса фон Мантојфела, једног од двојице немачких команданата дивизија, и Фрида фон Зенгера (Frido von Senger und Etterlin), немачке снаге су поразиле велику совјетску офанзиву наневши озбиљне губитке 2. украјинском фронту. Битка за Таргу Фрумош је коришћена као школски пример при тактичкој обуци у америчкој војсци, као и у другим армијама, описујући како мобилна одбрана може да порази оклопљени напад. Постоје међутим сумње у вези навода двојице немачких официра, које се тичу неукључивања румунских снага у ове наводе, и у вези стварног односа снага у борби између једне и друге стране.

## Увод
Током априла 1944, серија напада Црвене армије у сектору Јашија је била усмерена ка освајању овог стратешки важног сектора. Немачко-румунске снаге су се успешно браниле током овог месеца. Напад усмерен на Таргул Фрумош је био завршни покушај Црвене армије да оствари свој циљ обезбедивши одскочну даску за улаз у Румунију у летњој офанзиви.

## Битка
Битка за Таргу Фрумош је била серија битака током неколико дана, које су оклопне снаге немачког LVI оклопног корпуса, посебно Гросдојчланд дивизија (Grossdeutschland Division), и 24. оклопна дивизија, водиле са 16. тенковским корпусом Црвене армије, који је нападао са севера.
Упркос почетном успеху совјетског напада, серија противнапада је успела да уништи истурене совјетске јединице, пре него што су ове примениле адекватне дефанзивне маневре. Ове битке су ослабиле совјетске тенковске снаге до то мере да наставак напада у Румунији више није био могућ. Током три дана борби, немачки LVII оклопни корпус (углавном Гросдојчланд и 24. оклопна дивизија) и немачки L корпус су поразили совјетске снаге, и тврдили да су уништили преко 350, од којих је 24. оклопна дивизија тврдила да је уништила око 100.
Совјетски извори не дају пуно података о овој бици. Историчар Давид Гланц је нашао неке напомене о операцијама у Румунији у априлу и мају 1944. Његов главни извор је била историја совјетске 2. тенковске армије, где се може наћи директно помињање битке. Ту се наводи да је крајем марта 1944, тенковска армија пребачена у сектор 27. армије, са мисијом 
“нападања у правцу Фокури и Подул Илоеи. Затим је армија имала да изврши удар у правцу града Јашија, и да га обезбеди”
У опису наредних операција тенковске армије се каже да је напала заједно са 35. стрељачким корпусом 27. армије. Такође се тврди да је 3. тенковски корпус стигао до Таргу Фрумоша, али су га одбацили немачки противудари. 16. тенковски корпус који су идентификовали немачки официри изгледа да се не помиње у овом наводу.
Упркос немачким тврдњама да је совјетски напад представљао пуноснажну офанзиву, сада изгледа као да је битка за Таргул Фрумош била операција релативно ниских размера у контексту борби вођених 1944. на Источном фронту, иако би Совјете победа ставила у много бољи положај за евентуални напад на Румунију. 

## Последице
На крају битке за Таргу Фрумош, линија фронта се стабилизовала у положају из кога ће Црвена армија крајем августа 1944. започети операцију Јаши-Кишињев.

## Формације које су учествовале у бици

### Совјетски Савез
- 2. Украјински фронт-маршал Иван Стефанович Коњев
  - 27. армија-генерал-лајтнант Сергеј Георгијевич Трофименко
    - 35. стрељачки корпус
    - 89. гардијска стрељачка дивизија
    - 180. стрељачка дивизија

  - 2. тенковска армија-генерал-пуковник оклопних јединица Семјон Иљич Богданов
    - 3. тенковски корпус
    - 16. тенковски корпус (непотврђено)

### Немачка
- Група армија Јужна Украјина-Фердинанд Шернер
  - 8. армија-Ото Велер
    - 24. оклопна дивизија (армијска резерва)
    - LVI оклопни корпс
      - Гросдојчланд дивизија
      - 46. пешадијска дивизија
      - борбена група 3. СС дивизије

    - L армијски корпус

### Румунија
- 18. планинска дивизија
- 1. гардијска дивизија
- 1. ваздухопловни корпус
  - 5. бомбашка група
  - 8. јуришна група (на немаким Хс 129 авионима)
  - 9. ловачка група